# اویا
اویا (انگلیسی: Ouya یا انگلیسی: OUYA) میکروکنسولی است که نسخهٔ خودش از اندروید را اجرا می‌کند و توسط شرکت اویا توسعه داده شده است.
بر خلاف کمپین موفق Kickstarter فروش اویا چندان چشمگیر نبود،  که باعث ایجاد مشکلات مالی برای شرکت اویا شد و آنها را مجبور کرد که فعالیت تجاری خود را مرور تعطیل کنند. تمام دارایی های نرم‌افزاری آن به شرکت Razer Inc. فروخته شد، شرکتی که توقف کنسول اویا را در ۲۷ جولای ۲۰۱۵ اعلام کرد.
اویا به عنوان یک شکست تجاری در نظر گرفته می شود.